# Abdul Hosein Amini
Abdul Hossein Amini (en persan : عبدالحسين اميني), né en 1902 à Tabriz et mort en 1970 à Téhéran, connu sous le nom d'Allameh Amini, était un érudit chiite, traditionaliste, théologien et juriste. Il est l'auteur de livre Al-Ghadir.

## Ouvrages
- Martyrs de la foi (arabe : شهداء الفضیلة)
- Al-Ḡadīr fi'l-Ketāb wa'l-Sonna wa'l-Adab. Un ouvrage encyclopédique qui examine la tradition de Ghadir-e-Khumm
- Interprétation de la sourate al-Fatihah al-kabtab
- Fatemeh Al Zahra
- Conséquences des voyages (arabe : ثمرات الأسفار)
- Annotation de "Kamel al-Ziyarat" (écrit par Ibn Quluyeh Qomi)
- Annotation des deux œuvres de Cheikh Murteza Ansari: Makasib (en) (Les gains) et Rasayel (فرائد الاصول (fa)) (Les traités).